# NGC 59

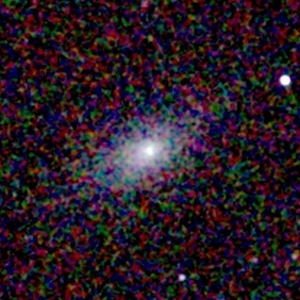
NGC 59 par 2MASS (proche-infrarouge).

NGC 59 est une petite galaxie lenticulaire située dans la constellation de la Baleine. NGC 59 a été découverte par l'astronome américain Ormond Stone en 1885.

## Caractéristiques
Sa vitesse par rapport au fond diffus cosmologique est de 49 ± 24 km/s, ce qui correspond à une distance de Hubble de 0,72 ± 0,36 Mpc (∼2,35 millions d'al).
À ce jour, trois mesures non basées sur le décalage vers le rouge (redshift) donnent une distance de 4,860 ± 0,456 Mpc (∼15,9 millions d'al), ce qui est à l'extérieur des valeurs de la distance de Hubble. Cependant, vu la faible vitesse radiale de cette galaxie, ces mesures sont sans doute plus près de la réalité que la distance de Hubble. 

## Groupe de NGC 45
NGC 59 fait partie du groupe de NGC 45 avec les galaxies NGC 45 et NGC 24.